# Cronologia da pandemia de COVID-19 na China continental
Este artigo documenta a cronologia da Pandemia de COVID-19 na China continental.

## Cronologia

### Dezembro de 2019
- 1 de dezembro: O primeiro caso de infecção por Covid-19 é confirmado, de acordo com a revista médica The Lancet.[1][2]
- 27 de dezembro: Uma empresa de genômica com sede em Guangzhou sequencia a maior parte do vírus e os resultados mostram uma semelhança com o SARS.[3]
- 30 de dezembro: O médico chinês Li Wenliang alerta os colegas médicos sobre uma série de infecções por pneumonia, causada uma síndrome respiratória aguda grave (SARS), no Hospital de Wuhan.[4]
- 31 de dezembro: As autoridades de saúde da China confirma que os 27 casos de pneumonia em Wuhan, foram identificados como pneumonia viral.[5]
- 31 de dezembro: Os primeiros casos na China são notificados à Organização Mundial da Saúde.[6]

### Janeiro de 2020
- 1 de janeiro: O Mercado Atacadista de Frutos do Mar de Huanan é fechado em Wuhan pelas autoridades de saúde do local por causa do surto de pneunomia, atualmente causada pelo novo coronavírus.[7][8]
- 3 de janeiro: Li Wenliang, oftalmologista de Wuhan, foi convocado pelo Escritório de Segurança Pública de Wuhan onde foi solicitado que assinasse uma confissão oficial e uma carta de advertência prometendo para com de espalhar "rumores" falsos em relação ao coronavírus. Na carta, ele foi acusado de "fazer falsos comentários" que haviam "perturbado severamente a ordem pública". A carta afirmava o seguinte: "Nós solenemente o alertamos: se você continuar sendo teimoso, com tanta impertinência, e continuar sua atividade ilegal, você será levado à justiça — está compreendido?" Li assinou a confissão assinando: "Sim, eu entendo."[4]
- 8 de janeiro: Cientistas na China anunciam a descoberta de um novo coronavírus, que causava o surto de pneumonia.[9]
- 9 de janeiro: A China divulga o genoma do novo Coronavírus, provando sua ligação aos vírus Sars e Mers.[2]
- 11 de janeiro: A China registra a primeira morte pelo novo Coronavírus. Um homem de 61 anos que havia visitado o mercado de animais vivos em Wuhan.[10][11]
- 20 de janeiro: A China confirma o aumento de casos de um vírus misterioso semelhante ao do SARS, atualmente o novo Coronavírus, se espalhou por todo o país, incluindo a capital, Pequim.[12]
- 20 de janeiro: O governo chinês confirma a transmissão de humano para humano de um vírus misterioso semelhante ao do SARS, atualmente o novo Coronavírus, que atingiu três outras nações asiáticas.[13]
- 23 de janeiro: A cidade de Wuhan é bloqueada pelas autoridades chinesas na tentativa de impedir a propagação da doença.[11]
- 26 de janeiro: O presidente da China, Xi Jinping classifica o surto do novo Coronavírus como uma situação grave.[14]
- 27 de janeiro: O número de mortes causadas pelo novo Coronavírus na China ultrapassa 100, registrado pela comissão de saúde da província chinesa de Hubei.[15]
- 28 de janeiro: O presidente chinês Xi Jinping encontra-se com o diretor geral da Organização Mundial da Saúde, Tedros Adhanom Ghebreyesus para discutir o surto, em Pequim.[2][16]
- 29 de janeiro: As companhias aéreas dos vários países começam a suspender os voos de ida e volta para a China devido ao surto do novo coronavírus.[17]
- 31 de janeiro: O número de mortes causadas pelo novo Coronavírus na China ultrapassa 200, registrado pela Comissão Nacional de Saúde do país.[18]

### Fevereiro de 2020
- 2 de fevereiro: O número de mortes causadas pelo novo Coronavírus na China ultrapassa 300, registrado pela Comissão Nacional de Saúde do país.[19]
- 2 de fevereiro: A China conclui a construção de um hospital de campanha em apenas 10 dias para combater o coronavírus em Wuhan, o epicentro da futura pandemia na província central de Hubei. A construção de uma estrutura de 60 mil metros quadrados começou em 23 de janeiro.[20][21]
- 3 de fevereiro: O Ministério das Relações Exteriores da China acusa o governo dos Estados Unidos de reagir inadequadamente ao surto e espalhar o medo ao impor restrições de viagens.[22]
- 7 de fevereiro: Li Wenliang, um oftalmologista de Wuhan que foi um dos primeiros a alertar sobre o novo Coronavírus, morre dessa doença às 2h58 da manhã no hospital da cidade chinesa.[23][24]
- 8 de fevereiro: Um cidadão americano de 60 anos torna-se a primeira vítima estrangeira confirmada do novo Coronavírus e morre no hospital da cidade chinesa de Wuhan no dia 6 do mesmo mês.[25]
- 21 de fevereiro: A Agência Antidopagem da China anuncia que os testes de dopagem serão retomados no país após surto do novo Coronavírus.[26]
- 24 de fevereiro: O governo chinês anuncia a proibição do consumo e venda de animais selvagens, responsáveis pelo novo Coronavírus e outras doenças globais, como a Sars.[27]

### Março de 2020
- 5 de março: A província chinesa de Gansu registra 11 novos casos confirmados do novo Coronavírus em voos comerciais do Irã.[28]
- 5 de março: O número de mortes causadas pelo novo Coronavírus na China ultrapassa 3.000, registrado pela Comissão Nacional de Saúde do país.[29]
- 9 de março: As autoridades da província de Qinghai anunciam que 144 escolas secundárias e profissionais secundárias reabrem.[30]
- 10 de março: Todos os 16 hospitais temporários são fechados em Wuhan, epicentro do novo Coronavírus na província de Hubei.[31]
- 19 de março: A China registra nenhum caso confirmado pelo novo Coronavírus.[11]
- 28 de março: A China anuncia a suspensão temporária da entrada de estrangeiros com vistos chineses e autorizações de residência.[32]

### Abril de 2020
- 7 de abril: A China não registra uma morte causada pelo novo Coronavírus pela primeira vez.[33]
- 8 de abril: A China encerra um bloqueio de 76 dias em Wuhan, o epicentro da pandemia do Coronavírus.[34]
- 12 de abril: O Mercado Atacadista de Frutos do Mar de Huanan é reaberto em Wuhan após o encerramento de bloqueio contra a pandemia do novo Coronavírus.[35]

### Maio de 2020
- 21 de maio: O governo chinês impõe um bloqueio na cidade de Shulan, no nordeste do país, após os novos surtos do novo Coronavírus.[36]
- 22 de maio: A China afirma pela primeira vez que não registrou novos casos confirmados pelo novo Coronavírus.[37]

### Junho de 2020
- 2 de junho: A Comissão de Saúde de Wuhan anuncia que concluiu os testes do oronavírus em 9,9 milhões de residentes da cidade chinesa, sem novos casos confirmados encontrados.[38]
- 15 de junho: Pequim reintroduz as medidas rigorosas de bloqueio por causa da segunda onda do novo Coronavírus.[39]

### Julho de 2020
- 29 de julho: A China registra 105 novos casos do Coronavírus, o maior número de novos casos desde abril.[40]

### Janeiro de 2021
- 12 de janeiro: As autoridades chinesas anunciam o bloqueio total das cidades de Shijiazhuang, Xingtai e Langfang devido a um novo surto do Coronavírus.[41]
- 14 de janeiro: A China regista a primeira morte causada pelo novo Coronavírus em oito meses. Uma equipe de especialistas da Organização Mundial da Saúde chega a Wuhan para iniciar uma investigação sobre as origens da pandemia.[42]

### Junho de 2021
- 20 de junho: A China ultrapassa a marca de um bilhão de vacinas aplicadas contra COVID-19, registrada pela Comissão Nacional de Saúde do país e pela plataforma Our World in Data da Universidade de Oxford.[43][44]